# Szojuz TMA–06M
A Szojuz TMA–06M a Szojuz TMA–M orosz háromszemélyes szállító/mentőűrhajó űrrepülése volt 2012-ben és 2013-ban. A 33. expedíció és a 115. Szojuz űrhajó (1967 óta).

## Küldetés
Hosszú távú cserelegénységet szállított a Nemzetközi Űrállomás fedélzetére. A tudományos és kísérleti feladatokon túl az űrhajók cseréje volt szükségszerű.

## Jellemzői
2012. október 23-án a Bajkonuri űrrepülőtér indítóállomásról egy Szojuz–FG juttatta Föld körüli, közeli körpályára. Több pályamódosítást követően október 25-én a Nemzetközi Űrállomást (ISS) automatikus vezérléssel megközelítette, majd sikeresen dokkolt. Dokkolást követően, a hajtómű újraindításával magasabb pályára emelték az űrállomást. Az orbitális egység pályája 88,9 perces, 51,65 fokos hajlásszögű, elliptikus pálya perigeuma 200 kilométer, apogeuma 250 kilométer volt.
Az időszakos karbantartó munkálatok mellett elvégezték az előírt kutatási, kísérleti és tudományos feladatokat. A legénység több mikrogravitációs kísérletet, emberi, biológiai és biotechnológiai, fizikai és anyagtudományi, technológiai kutatást, valamint a Földdel és a világűrrel kapcsolatos kutatást végeztek. Fogadták a Progressz teherűrhajókat, két alkalommal az amerikai SpaceX (Space Exploration Technologies) űrvállalkozás Dragon teherűrhajóját, kirámolták a szállítmányokat, illetve bepakolták a keletkezett hulladékot.
A leszálló körzetben rossz időjárási viszonyok miatt csak 24 órával később tudták fogadni a visszatérő egységet. 2013. március 15-én Arkalik (oroszul: Арқалық)  városától hagyományos visszatéréssel, a tervezett leszállási körzettől mintegy 64 kilométerre ért Földet. A 6 fékezőrakéta hatására a leszálló sebesség 6-7 méter/másodpercről lassult 1,5-re. Összesen 143 napot, 16 órát és 15 percet töltött a világűrben. 2233 alkalommal kerülte meg a Földet.
A kedvezőtlen időjárási viszonyok között visszaérkező űreszközből kiszálló űrhajósokat egy gyors orvosi vizsgálat után, egy Mi–8 típusú helikopter mintegy 2 órás repüléssel az elosztó Kostanai Repülőtérre szállította. Az orosz űrhajósokat egy Tu–134-es a kiképző központba, az amerikai űrhajóst egy Gulfstream III repülőgép (kettő földi tankolást követően – 7200 mérföld) a Johnson Űrközpontba (JSC) szállította.

## Személyzet

### Felszállásnál
- Oleg Viktorovics Novickij (1) parancsnok,  Oroszország
- Jevgenyij Igorevics Tarelkin (1) (fedélzeti mérnök,  Oroszország
- Kevin Anthony Ford (2) fedélzeti mérnök,  Egyesült Államok

### Leszálláskor
- Oleg Viktorovics Novickij (1) parancsnok,  Oroszország
- Jevgenyij Igorevics Tarelkin (1) fedélzeti mérnök,  Hollandia
- Kevin Anthony Ford (2) fedélzeti mérnök,  Egyesült Államok

### Tartalék személyzet
- Pavel Vlagyimirovics Vinogradov parancsnok,  Oroszország
- Alekszandr Alekszandrovics Miszurkin fedélzeti mérnök,  Oroszország
- Christopher J. Cassidy fedélzeti mérnök,  Egyesült Államok